# Heinrich von Reitzenstein
Heinrich Hans Wilhelm baron von Reitzenstein (né le 2 octobre 1796 à Treptow-sur-la-Rega et mort le 6 novembre 1865 à Potsdam) est un général d'infanterie prussien.

## Biographie

### Origine
Heinrich est issu de la branche d'Unter-Schwarzenstein de la noble famille franconienne Reitzenstein. Son père est le général de division prussien Heinrich August Friedrich von Reitzenstein (de) et sa mère Dorothee, née von Heyden-Linden (1771-1823). Le général de division prussien Karl von Reitzenstein (de) est son frère aîné.

### Carrière militaire
Reitzenstein étudie d'abord à la maison des cadets de Berlin et est affecté fin janvier 1813 comme sous-lieutenant dans le 1er régiment d'infanterie prussien-occidental de l'armée prussienne. Il participe aux guerres napoléoniennes en 1813/14 et reçoit la croix de fer de 2e classe pour son comportement lors de la bataille de Laon. Class et est promu premier lieutenant après le traité de paix de la mi-décembre 1816. À partir de mars 1817, Reitzenstein commande l'état-major du commandement général en Prusse, est promu capitaine fin mars 1821 et rejoint l'état-major général de la 11e division d'infanterie à Breslau le 22 septembre 1821. Il est ensuite affecté à l'état-major général du 6e corps d'armée du 18 juin 1825 au 3 avril 1832. Après sa promotion au grade de major, il est ensuite muté au grand état-major général. À partir de la fin du mois de février 1840, il y exerce les fonctions de chef d'un théâtre de guerre et est nommé le 12 avril 1842, lieutenant-colonel, chef de l'état-major général du 6e corps d'armée. À ce poste, il est promu colonel le 30 mars 1844. À partir du 26 juin 1849, il devient ensuite commandant de la 11e brigade d'infanterie stationnée à Breslau. Début avril 1850, il est promu major général. Le 29 avril 1852, sa grande unité est réorganisée et renommée 22e brigade d'infanterie. La même année, Reitzenstein est accepté comme chevalier honoraire dans l'ordre de Saint-Jean. Il fut brièvement commandant de la 12e division d'infanterie du 6 avril au 4 mai 1854. Reitzenstein est ensuite nommé plénipotentiaire auprès de la Commission militaire fédérale (de) et commandant en chef des troupes fédérales à Francfort-sur-le-Main. À ce titre, il est promu lieutenant général le 13 juillet 1854 et reçoit l'ordre de l'Aigle rouge de 1re classe à feuilles de chêne, des mains du roi Frédéric-Guillaume IV le 8 février 1858. Après que Reitzenstein est démis de ses fonctions de représentant autorisé le 27 février 1858, il est nommé gouverneur adjoint de la forteresse fédérale de Mayence le 3 juin 1858. Au cours de l'été, il reçoit l'ordre d'inspecter les troupes grand-ducales de Hesse et le grand-duc Louis III lui décerne la Grand-Croix de l'ordre de Philippe en octobre. Le 13 octobre 1859, Reitzenstein est transféré aux grades d'officiers de l'armée, reçoit à la mi-décembre la Grand-Croix de l'ordre de Léopold et finalement le 1er juillet 1860 il est mis à disposition comme général d'infanterie avec une pension légale.

### Famille
Reitzenstein se marie avec Johanna von Baumann (1802-1855), fille du haut président Theodor von Baumann, le 24 mai 1822 à Posen. Le couple a plusieurs enfants :
- Ida Johanna Charlotte Caroline Henriette (née en 1823)
- Clara (1824-1896) mariée en 1854 avec Georg Otto von Wulffen (de) (1813-1889), général d'infanterie prussien
- Maria Bertha Johanna Anna (née en 1826)
- Friedrich (1828–1891) marié en 1860 avec Emma Bieleck (née en 1839)